# Torben Grut
Torben Andreas Grut (né le 2 juin 1871 à Tuns socken (sv) dans le Västergötland en Suède et mort le 24 décembre 1945  à Frederiksberg au Danemark) est un architecte suédois.

## Biographie
Il fut considéré comme l'un des architectes phares de sa génération de 1903 jusqu'aux années 1920, période durant laquelle il travailla à Stockholm. Il est surtout connu pour avoir conçu des bâtiments de sport, notamment le Stade olympique de Stockholm (Stockholm Stadion), et différents édifices de prestige.
Sa famille était d'origine danoise. Son père, propriétaire foncier, possédait un domaine à Gammalstorp (commune de Lidköping).
Après ses études secondaires, Torben Grut étudia l'architecture à l'Institut royal de technologie (Kungliga Tekniska högskolan ou KTH) de Stockholm. Isak Gustaf Clason y enseignait, ce qui ne fut pas de peu d'importance dans les idées de Grut sur l'architecture. Pendant ses années d'étudiant, il fit entre autres la connaissance de Ferdinand Boberg. Après quatre années passées au KTH, il entra au service de l'architecte danois H. Holm.
On doit notamment à Torben Grut :

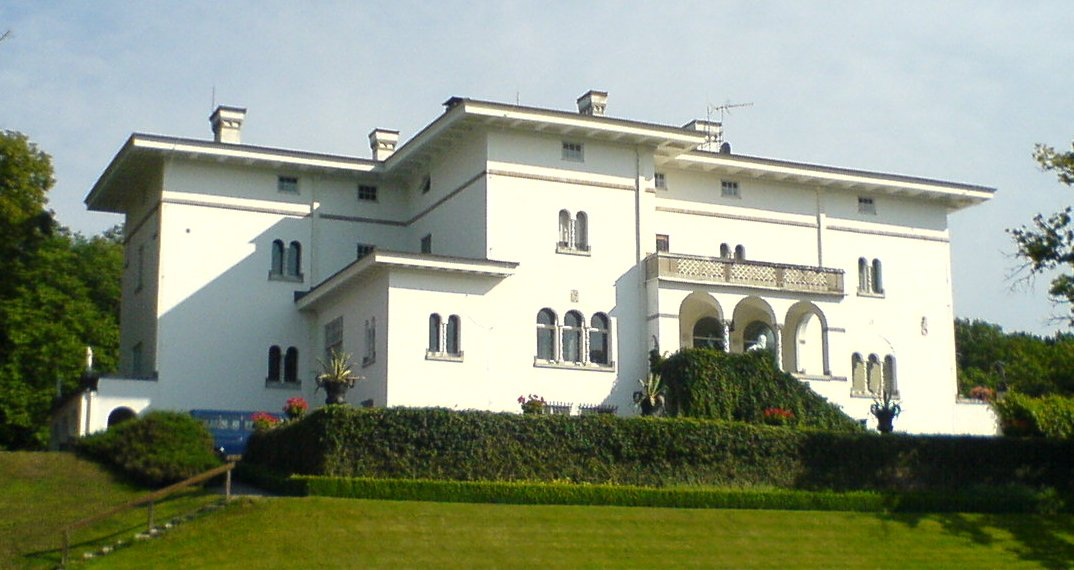
La villa Solliden, façade ouest.

- le palais de Solliden sur l'île d'Öland, résidence d'été de la famille royale suédoise, construite en 1906 pour la reine Victoria de Suède ;
- la Villa Hildasholm, à Leksand (1910), résidence d'été de l'écrivain Axel Munthe ;
- le Stockholms stadion (1910-1912).

## Source de la traduction
- (sv) Cet article est partiellement ou en totalité issu de l’article de Wikipédia en suédois intitulé « Torben Grut » (voir la liste des auteurs).